# Dactylamblyops laticauda
Dactylamblyops laticauda är en kräftdjursart som beskrevs av Yakov Avadievich Birstein och Tchindonova 1958. Dactylamblyops laticauda ingår i släktet Dactylamblyops och familjen Mysidae. Inga underarter finns listade i Catalogue of Life.